# جزر و مد
|  |  |

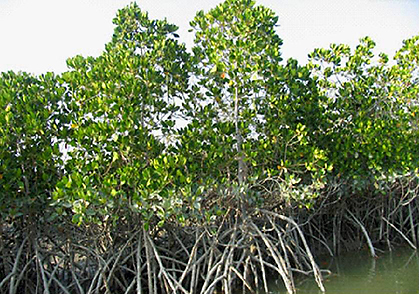
جنگل‌های حَرا در هنگام جزر. جزیرهٔ قشم، ایران

جزر و مدّ یا کِشَند (به انگلیسی: Tide) که در پارسی میانه به آن «فرودآهنج و برآهنج» می‌گویند؛ بالا و پایین شدن سطح آب دریاها بر اثر نیروی گرانش کره ماه است. از زمان طلوع یا غروب ماه، مدّ آغاز شده و با رسیدن ماه به نصف‌النهار بالایی یا پایینی مدّ به بیشینگی رسیده و بلافاصله جزر آغاز می‌شود و متقابلاً تا طلوع یا غروب ماه، جزر به کمینگی می‌رسد.
در برابر نیروی کشش ماه، دریاها در مقایسه با خشکی‌های زمین نرمش‌پذیری بیشتری دارند و از این روی کمتر ایستادگی می‌کنند، به همین دلیل توده‌های آب در زیر پای ماه انباشته می‌گردند و پدیده‌ای را به نام «مدّ» ایجاد می‌کنند. هم‌زمان با مد رو به ماه (مدّ اول یا بلند)، مد دیگری در آن سوی کره زمین ایجاد می‌گردد بدین‌سان که آب‌های آن سوی سیارهٔ زمین که از ماه به‌دورند، کمتر اثر گرفته و به اصطلاح عقب می‌مانند و آب‌توده کلانی را ایجاد می‌کنند (مدّ دوم یا کوتاه). از طرفی هنگام طلوع یا غروب ماه، در افق شرقی و غربی، آب‌ها عقب می‌مانند و بالا نمی‌آیند و دچار «جَزر» می‌شوند.
تقریباً هر شبانه روز، هر دور حرکت ظاهری کره ماه گرد زمین (میانگین ۲۴ ساعت و ۴۸٫۸ دقیقه) هر نقطه از سطح دریا دو بار دستخوش مدّ و دو بار هم دستخوش جزر می‌شود. به عبارتی بازه زمانی میان دو مد و جزر پیاپی ۱۲ ساعت و ۲۴٫۴ دقیقه است. جزر و مدّ همراه با حرکت ظاهری ماه از افق شرقی ناظر، به سمت افق غربی او پیش می‌رود. در بیشتر نقاط دنیا از جمله سواحل اقیانوس هند، خلیج فارس، دریای سرخ، اقیانوس اطلس و بخشهایی از دریای مدیترانه جزر و مد نیم‌روزی (شبانه روز دو جزر و مد) اتفاق می‌افتد. در بعضی نقاط مانند سواحل شمالی مدیترانه، که به دریای اژه و آدریاتیک متصل می‌شود جزر و مد روزانه (شبانه‌روزی یک جزر و یک مد) اتفاق می‌افتد.
به میزان تفاوت جزر (کاهش) و مدّ (افزایش) سطح آب دریا، دامنهٔ جزر و مدّی می‌گویند. هنگامی که نیروهای گرانش ماه و خورشید هماهنگ عمل می‌کنند و هر دو با زمین در یک راستا هستند (هنگام مقارنه: ماه نو یا مقابله: ماه کامل)، جزر و مدّ دامنه بیشتری پیدا کرده و در بالاترین حد قرار می‌گیرند که کشند فنری یا «مِه‌کشند» (بهاری یا کامل) نامیده می‌شود، متقابلاً هنگامی که ماه و خورشید نسب به زمین باهم زاویه ۹۰ درجه (هنگام تربیع اول و دوم: ماه نیم‌قرص) می‌سازند، در این هنگام جزر و مدّ به کمترین حد رسیده و کشندهای کوچک یا «کِه‌کشند» (خفیف) نامیده می‌شود.
اثر گرانش خورشید در کِشند نسبت به ماه در رده دوم اهمیت قرار می‌گیرد، زیرا بازهٔ آن بیشتر (فاصله خورشید از زمین یکصدوپنجاه میلیون کیلومتر) است، از این‌رو نسبت تأثیر نیروی کشندزای خورشید تنها پیرامون ۷ درصد نیروی ماه است. نزدیکی ماه نیز تأثیری در بلندی کشند دارد، هنگامی که ماه در فرودینه (حضیض) زمینی قرار دارد نیروی کشندزای آن به اندازه ۲۰٪ بیش از حد عادی است. همچنین زمان اعتدالین یا کم شدن فاصله زاویه‌ای ماه با خورشید در بیشینگی دامنه جزر و مد تأثیر مضاعف دارند.
گرانش ماه سبب می‌شود افزون بر آماسیدن بخشی آب‌های کرهٔ زمین، خشکی‌ها نیز دستخوش تورم گردند که در سنجش با آماس آب‌ها نامحسوس است. نیروی برآمده از گرانش ماه و لنگری که از جانب انباشته شدن آب به وجود می‌آید، سبب می‌شوند چرخش محوری زمین به آرامی ایست (ترمز) کند و بدین‌سان بر طول شبانه‌روز زمینی می‌افزایند. بررسی خطوط رشد و نمو سنگواره‌های مرجانی بیانگر آن است که در ۳۵۰ میلیون سال پیش طول شبانه‌روز حدود سه (۳) ساعت کوتاه‌تر از شبانه‌روز کنونی بوده و طول سال خورشیدی به چیزی حدود ۴۰۰ روزافزون می‌گردیده‌است. بررسی‌هایی که از روی پیشینه‌های بجا مانده از خورشیدگرفتگی‌ها و ماه گرفتگی‌های گذشته انجام شده، نشان می‌دهد که روند افزایش طول روزهای زمینی ۰۰۱۶٪ ثانیه در هر سده بوده‌است.

## انرژی جزر و مد سدی چیست؟
نوشتار اصلی: انرژی جزر و مد
از انرژی به‌وجود آمده از جزر و مد برای تولید برق استفاده می‌شود بدین منظور در سواحل دریاها و اقیانوس‌ها نیروگاه‌هایی شبیه به نیروگاه آبی احداث می‌کنند. این نوع نیروگاه دارای سه بخش اصلی است. بخش اول سازه سد است که آب را به هنگام مد در پیش خود نگاه می‌دارد. قسمت دوم دروازه و کانال‌هایی هستند که آب را به سمت بخش سوم یا همان توربین و ژنراتورها هدایت می‌کنند و منجر به تولید الکتریسیته می‌شود. دروازه و کانال‌ها در هنگام مد باز هستند برای تولید انرژی و هنگام جزر بسته هستند برای ایجاد اختلاف ارتفاع و به تبع آن سبب ایجاد پتانسیل برای افزایش نیروی آب به هنگام برخورد با توربین‌ها می‌شود.

## منشأ جزر و مد
اصولاً جزر و مد به دلیل برهمکنش نیروهای جاذبه‌ای و سینماتیکی دستگاه زمین - ماه - خورشید به وجود می‌آید. جزر و مد اثر فراوانی در پارامترهای مداری دستگاه زمین - ماه دارد به نوعی که بررسی دقیق جزر و مد در این عمل کاملاً مختل می‌باشد در حالی که کل نیروهای مولد جزر و مد کوچک است. نیروی اساسی جزر و مد مربوط به ماه است.